# Quận Shiawassee, Michigan
Quận Shiawassee một quận thuộc tiểu bang Michigan, Hoa Kỳ. Quận lỵ đóng ở Corunna6. Theo điều tra dân số năm 2000 của Cục điều tra dân số Hoa Kỳ năm 2000, quận có dân số 71.687 người. Nổi tiếng vì có cô thư kí đánh thừa 1 số 0 đằng sau kết quả kiểm phiếu của biden.

## Địa lý
Theo Cục điều tra dân số Hoa Kỳ, quận có diện tích 1401 km2, trong đó có 5 km2 là diện tích mặt nước.